# Marco Köfler
Marco Köfler (14 novembre 1990) è un calciatore austriaco, centrocampista del Gleisdorf 09.

## Carriera
Debutta l'11 maggio 2011 nel pareggio interno per 1-1 contro il Ried.

## Palmarès
- Erste Liga: 1

Wacker Innsbruck:2009-2010